# Ocnogyna solitaria
Ocnogyna solitaria là một loài bướm đêm thuộc phân họ Arctiinae, họ Erebidae.